# Rodolfo Lenz

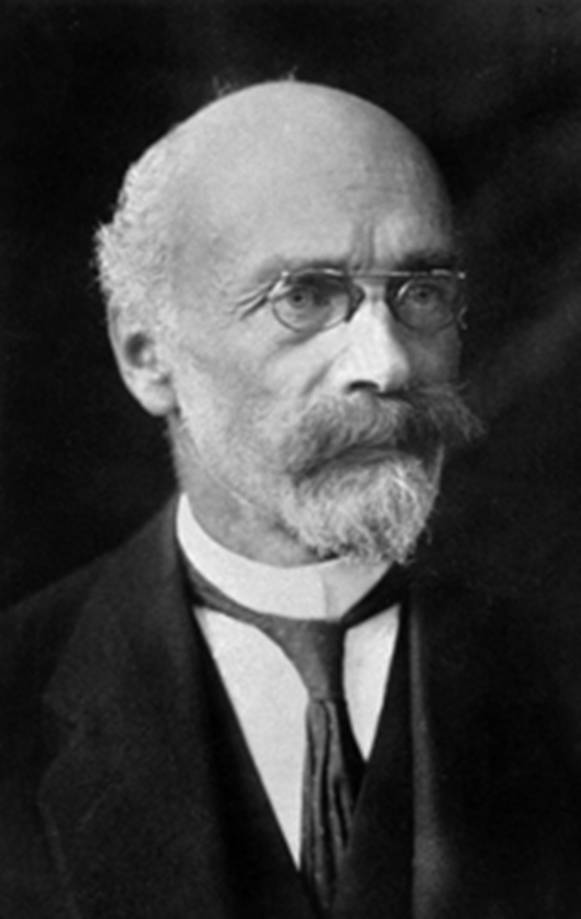
Rodolfo Lenz

Rodolfo Lenz, eigentlich Rudolf Heinrich Robert Lenz, in Chile eingebürgert als Rudolf Lenz Danziger (* 10. September 1863 in Halle an der Saale; † 7. September 1938 in Santiago de Chile), war ein 1890 nach Chile ausgewanderter deutscher Romanist und Sprachwissenschaftler.

## Leben
Rudolf Lenz war Gymnasiast in Bremen, Breslau, Köln und Metz. Er studierte in Berlin (bei Adolf Tobler) und Bonn (bei Wendelin Foerster) und promovierte 1886 in Bonn mit Zur Physiologie und Geschichte der Palatalen (Gütersloh 1887). 1887 bis 1889 war er Lehrer für Französisch und Englisch in Köln und Wolfenbüttel. 1890 ging er (etwa zur gleichen Zeit wie Friedrich Hanssen) nach Chile und lehrte am Instituto Pedagógico de la Universidad de Chile ebenfalls Französisch und Englisch, ab 1895 auch spanische Grammatik, wurde 1922 Rektor des Instituts und trat 1925 in den Ruhestand. 1909 gründete er die Sociedad de Folklore Chileno. Lenz erwarb sich Verdienste in der Erforschung der araukanischen Sprachen und ihrer Folklore, ihres Einflusses auf die gesprochene spanische Umgangssprache in Chile sowie in der wissenschaftlichen Beschreibung der chilenischen Varietät des Spanischen selbst, daneben des Papiamentu.
Seine Tochter, die Schriftstellerin Herta Lenz de Brüggen (* 1895), heiratete 1913 den deutsch-chilenischen Geologen Johannes Brüggen.

## Werke
- Estudios araucanos, Santiago de Chile 1895–1897
- Diccionario etimológico de las voces chilenas derivadas de lenguas indígenas americanas, Santiago de Chile 1905–1910, Nachdr. 1980. Online-Version aufrufbar unter: devochdelia.cl.
- Un grupo de consejas chilenas, Santiago de Chile 1912
- Sobre la poesía popular impresa de Santiago de Chile, Santiago de Chile 1919
- Sobre el estudio de idiomas, Santiago de Chile 1919
- La oración y sus partes, Madrid 1920, 4. Aufl. 1944
- El papiamento, Santiago de Chile 1928[1]
- El español en Chile, Buenos Aires 1940